# Lisa Waltz
Lisa Waltz (Montgomery County (Pennsylvania), 31 augustus 1961) is een Amerikaanse actrice.

## Biografie
Waltz doorliep de high school aan de Spring Ford Area High School in Royersford. Hierna studeerde zij af aan de Carnegie Mellon University in Pittsburgh.
Waltz is getrouwd.
Waltz heeft eenmaal opgetreden op Broadway, van 1985 tot en met 1986 was zij understudy voor de rol van Daisy Hannigan in het toneelstuk Biloxi Blues.

## Filmografie

### Films
Selectie:
- 2005 Yours, Mine and Ours – als klasgenote op reünie
- 1992 Pet Sematary II – als Amanda Gilbert
- 1984 Reckless – als cheerleader

### Televisieseries
Selectie:
- 2015-2016 Fear the Walking Dead: Flight 462 - als vrouw van Marcus - 13 afl.
- 2007-2011 The Young and the Restless – als dr. Mason – 12 afl.
- 2010-2010 90210 – als Katherine Upton – 7 afl.
- 2010 General Hospital – als Melinda Bauer – 6 afl.
- 2007 Side Order of Life – als dr. Rain – 6 afl.
- 2005 Commander in Chief – als Alison Remarque – 2 afl.
- 2005 Inconceivable – als Ellen Gilley – 5 afl.
- 2001-2002 The Agency – als Patrice DeAllo – 4 afl.
- 1998 Ask Harriet – als Melissa Peters – 13 afl.
- 1994-1995 My So-Called Life – als Hallie Lowenthal – 5 afl.
- 1989 Wiseguy – als Lauren Burroughs – 2 afl.